# Taikai Uemoto
Taikai Uemoto (japanisch 上本 大海 Uemoto Taikai; * 1. Juni 1982 in der Präfektur Kagoshima) ist ein ehemaliger japanischer Fußballspieler.

## Karriere
Uemoto erlernte das Fußballspielen in der Schulmannschaft der Kagoshima Jitsugyo High School. Seinen ersten Vertrag unterschrieb er 2001 bei den Júbilo Iwata. Der Verein spielte in der höchsten Liga des Landes, der J1 League. Mit dem Verein wurde er 2002 japanischer Meister. 2003 gewann er mit dem Verein den Kaiserpokal. Für den Verein absolvierte er sechs Erstligaspiele. 2005 wechselte er zum Ligakonkurrenten Ōita Trinita. 2008 gewann er mit dem Verein den J.League Cup. Für den Verein absolvierte er 127 Erstligaspiele. 2010 wechselte er zum Ligakonkurrenten Cerezo Osaka. Für den Verein absolvierte er 58 Erstligaspiele. 2012 wechselte er zum Ligakonkurrenten Vegalta Sendai. 2012 wurde er mit dem Verein Vizemeister der J1 League. Für den Verein absolvierte er 39 Erstligaspiele. Danach spielte er bei den V-Varen Nagasaki und Kagoshima United FC. Ende 2017 beendete er seine Karriere als Fußballspieler.

## Erfolge
Júbilo Iwata
- J1 League

Meister: 2002
Vizemeister: 2001, 2003
- J.League Cup

Finalist: 2001
- Kaiserpokal

Sieger: 2003
Finalist: 2004
Oita Trinita
- J.League Cup

Sieger: 2008
Vegalta Sendai
- J1 League

Vizemeister: 2012